# Élections législatives de 1993 en Eure-et-Loir
Les élections législatives françaises de 1993 se déroulent les 21 et 28 mars 1993. Dans le département de Eure-et-Loir, quatre députés sont à élire dans le cadre de quatre circonscriptions.

## Élus
| Circonscription | Député sortant        | Parti | Parti    | Député élu ou réélu | Parti | Parti    |
| --------------- | --------------------- | ----- | -------- | ------------------- | ----- | -------- |
| 1re             | Georges Lemoine       |       | PS       | Gérard Cornu        |       | RPR      |
| 2e              | Marie-France Stirbois |       | FN       | Gérard Hamel        |       | RPR      |
| 3e              | Bertrand Gallet       |       | PS       | Patrick Hoguet      |       | UDF (PR) |
| 4e              | Maurice Dousset       |       | UDF (PR) | Maurice Dousset     |       | UDF (PR) |

## Positionnement des partis
Les candidats d'alliance RPR-UDF et divers droite se présentent sous la bannière de l'Union pour la France et ceux du Parti socialiste derrière l'Alliance des Français pour le Progrès. Par ailleurs, Les Verts et Génération écologie s'unissent sous l'étiquette Entente des écologistes.

## Résultats

### Résultats à l'échelle du département
| Parti          | Parti                                       | Premier tour | Premier tour | Second tour | Second tour | Sièges |
| Parti          | Parti                                       | Voix         | %            | Voix        | %           | Sièges |
| -------------- | ------------------------------------------- | ------------ | ------------ | ----------- | ----------- | ------ |
|                | Union pour la démocratie française          | 34 756       | 19,46        | 49 461      | 29,31       | 2      |
|                | Rassemblement pour la République            | 31 271       | 17,51        | 46 603      | 27,62       | 2      |
|                | Divers droite                               | 5 011        | 2,81         |             |             | 0      |
|                | Centre national des indépendants et paysans | 2 044        | 1,14         | 0           |             |        |
|                | Union pour la France                        | 73 082       | 40,91        | 96 064      | 56,93       | 4      |
|                |                                             |              |              |             |             |        |
|                | Parti socialiste                            | 29 562       | 16,55        | 41 123      | 24,37       | 0      |
|                | Divers gauche (Maj. prés.)                  | 9 875        | 5,53         |             |             | 0      |
|                | Alliance des Français pour le progrès       | 39 437       | 22,08        | 41 123      | 24,37       | 0      |
|                |                                             |              |              |             |             |        |
|                | Les Verts                                   | 9 963        | 5,58         |             |             | 0      |
|                | Génération écologie                         | 2 748        | 1,54         | 0           |             |        |
|                | Entente des écologistes                     | 12 711       | 7,12         |             |             | 0      |
|                |                                             |              |              |             |             |        |
|                | Front national                              | 35 231       | 19,72        | 31 564      | 18,70       | 0      |
|                | Parti communiste français                   | 10 792       | 6,04         |             |             | 0      |
|                | Le Trèfle - Les nouveaux écologistes        | 3 281        | 1,84         | 0           |             |        |
|                | Divers                                      | 1 826        | 1,02         | 0           |             |        |
|                | Extrême droite                              | 1 199        | 0,67         | 0           |             |        |
|                | Extrême gauche dont LCR et PT               | 1 073        | 0,60         | 0           |             |        |
|                |                                             |              |              |             |             |        |
| Inscrits       | Inscrits                                    | 266 835      | 100,00       | 271 825     | 100,00      | 4      |
| Abstentions    | Abstentions                                 | 78 121       | 29,28        | 83 855      | 30,85       |        |
| Votants        | Votants                                     | 188 714      | 70,72        | 187 970     | 69,15       |        |
| Blancs et nuls | Blancs et nuls                              | 10 082       | 5,34         | 19 219      | 10,22       |        |
| Exprimés       | Exprimés                                    | 178 632      | 94,66        | 168 751     | 89,78       |        |

### Résultats par circonscription

#### Première circonscription (Chartres)
| Candidat       | Candidat                | Parti                      | Premier tour | Premier tour | Second tour | Second tour |  |
| Candidat       | Candidat                | Parti                      | Voix         | %            | Voix        | %           |  |
| -------------- | ----------------------- | -------------------------- | ------------ | ------------ | ----------- | ----------- |  |
|                | Gérard Cornu élu        | RPR (UPF)                  | 18 944       | 38,81        | 26 668      | 54,34       |  |
|                | Georges Lemoine sortant | PS (ADFP)                  | 13 449       | 27,55        | 22 407      | 45,66       |  |
|                | Denis Daude             | FN                         | 6 778        | 13,88        |             |             |  |
|                | Gérard Laboureur        | Les Verts (EÉ)             | 3 561        | 7,29         |             |             |  |
|                | Dominique Padois        | PCF                        | 2 473        | 5,07         |             |             |  |
|                | Renée Campioni          | LT-LNÉ                     | 1 259        | 2,58         |             |             |  |
|                | Laurent Plomb           | Divers gauche (Maj. prés.) | 921          | 1,89         |             |             |  |
|                | Yves-Pierre Plassard    | Divers gauche (Maj. prés.) | 852          | 1,75         |             |             |  |
|                | Daniel Fuhrmann         | AP                         | 337          | 0,69         |             |             |  |
|                | Pierre Chautar          | Divers droite              | 242          | 0,5          |             |             |  |
|                |                         |                            |              |              |             |             |  |
| Inscrits       | Inscrits                | Inscrits                   | 72 523       | 100,00       | 72 521      | 100,00      |  |
| Abstentions    | Abstentions             | Abstentions                | 21 307       | 29,38        | 20 424      | 28,16       |  |
| Votants        | Votants                 | Votants                    | 51 216       | 70,62        | 52 097      | 71,84       |  |
| Blancs et nuls | Blancs et nuls          | Blancs et nuls             | 2 400        | 4,69         | 3 022       | 5,8         |  |
| Exprimés       | Exprimés                | Exprimés                   | 48 816       | 95,31        | 49 075      | 94,2        |  |

#### Deuxième circonscription (Dreux)
| Candidat       | Candidat                       | Parti                      | Premier tour | Premier tour | Second tour | Second tour |  |
| Candidat       | Candidat                       | Parti                      | Voix         | %            | Voix        | %           |  |
| -------------- | ------------------------------ | -------------------------- | ------------ | ------------ | ----------- | ----------- |  |
|                | Marie-France Stirbois sortante | FN                         | 15 476       | 36,85        | 19 829      | 49,87       |  |
|                | Gérard Hamel élu               | RPR (UPF)                  | 12 327       | 29,35        | 19 935      | 50,13       |  |
|                | Roger Bambuck                  | Divers gauche (ADFP)       | 5 397        | 12,85        |             |             |  |
|                | François Fillon                | Les Verts (EÉ)             | 3 397        | 8,09         |             |             |  |
|                | Gisèle Quérité                 | PCF                        | 1 837        | 4,37         |             |             |  |
|                | Louis Jade                     | LT-LNÉ                     | 917          | 2,18         |             |             |  |
|                | Béatrice Jaffrenou             | PT                         | 656          | 1,56         |             |             |  |
|                | Angeline Gléhen                | Divers gauche (Maj. prés.) | 641          | 1,21         |             |             |  |
|                | Alain Laurent                  | UDI                        | 507          | 1,21         |             |             |  |
|                | Christophe Ducrot              | AP                         | 427          | 1,02         |             |             |  |
|                | Michel Bréaud                  | LCR                        | 417          | 0,99         |             |             |  |
|                |                                |                            |              |              |             |             |  |
| Inscrits       | Inscrits                       | Inscrits                   | 62 999       | 100,00       | 62 999      | 100,00      |  |
| Abstentions    | Abstentions                    | Abstentions                | 19 241       | 30,54        | 19 062      | 30,26       |  |
| Votants        | Votants                        | Votants                    | 43 758       | 69,46        | 43 937      | 69,74       |  |
| Blancs et nuls | Blancs et nuls                 | Blancs et nuls             | 1 759        | 4,02         | 4 173       | 9,5         |  |
| Exprimés       | Exprimés                       | Exprimés                   | 41 999       | 95,98        | 39 764      | 90,5        |  |

#### Troisième circonscription (Nogent-le-Rotrou)
| Candidat       | Candidat                | Parti                      | Premier tour | Premier tour | Second tour | Second tour |  |
| Candidat       | Candidat                | Parti                      | Voix         | %            | Voix        | %           |  |
| -------------- | ----------------------- | -------------------------- | ------------ | ------------ | ----------- | ----------- |  |
|                | Patrick Hoguet élu      | UDF (PR)                   | 18 181       | 40,91        | 25 512      | 57,68       |  |
|                | Bertrand Gallet sortant | PS (ADFP)                  | 10 645       | 23,95        | 18 716      | 42,32       |  |
|                | Jean Thioux             | FN                         | 6 937        | 15,61        |             |             |  |
|                | Jean-François Anquetil  | GÉ (EÉ)                    | 2 748        | 6,18         |             |             |  |
|                | Jacques Malnou          | PCF                        | 2 323        | 5,23         |             |             |  |
|                | Sylvie Paggiolo         | LT-LNÉ                     | 1 105        | 2,49         |             |             |  |
|                | Jean-Claude Guéguen     | Divers gauche (Maj. prés.) | 965          | 2,17         |             |             |  |
|                | Roger Letertre          | Divers gauche              | 871          | 1,96         |             |             |  |
|                | Denise Debort           | UDI                        | 435          | 0,98         |             |             |  |
|                | Jean Ravet              | Divers gauche (Maj. prés.) | 228          | 0,51         |             |             |  |
|                |                         |                            |              |              |             |             |  |
| Inscrits       | Inscrits                | Inscrits                   | 67 522       | 100,00       | 67 519      | 100,00      |  |
| Abstentions    | Abstentions             | Abstentions                | 20 182       | 29,89        | 19 837      | 29,38       |  |
| Votants        | Votants                 | Votants                    | 47 340       | 70,11        | 47 682      | 70,62       |  |
| Blancs et nuls | Blancs et nuls          | Blancs et nuls             | 2 902        | 6,13         | 3 454       | 7,24        |  |
| Exprimés       | Exprimés                | Exprimés                   | 44 438       | 93,87        | 44 228      | 92,76       |  |

#### Quatrième circonscription (Châteaudun)
| Candidat       | Candidat                      | Parti          | Premier tour | Premier tour | Second tour | Second tour |  |
| Candidat       | Candidat                      | Parti          | Voix         | %            | Voix        | %           |  |
| -------------- | ----------------------------- | -------------- | ------------ | ------------ | ----------- | ----------- |  |
|                | Maurice Dousset sortant réélu | UDF (PR)       | 16 575       | 38,21        | 23 949      | 67,11       |  |
|                | Jean-Michel Maissen           | FN             | 6 040        | 13,92        | 11 735      | 32,89       |  |
|                | Jean-Yves de Franciosi        | PS (ADFP)      | 5 468        | 12,61        |             |             |  |
|                | Vincent Lhopiteau             | UDI            | 4 262        | 9,83         |             |             |  |
|                | Jean Hardy                    | PCF            | 4 159        | 9,59         |             |             |  |
|                | Mireille Ladève-Lépine        | Les Verts (EÉ) | 3 005        | 6,93         |             |             |  |
|                | Joseph Hudault                | CNIP           | 2 044        | 4,71         |             |             |  |
|                | Christiane Meyer              | Divers         | 1 826        | 4,21         |             |             |  |
|                |                               |                |              |              |             |             |  |
| Inscrits       | Inscrits                      | Inscrits       | 63 791       | 100,00       | 68 786      | 100,00      |  |
| Abstentions    | Abstentions                   | Abstentions    | 17 391       | 27,26        | 24 532      | 35,66       |  |
| Votants        | Votants                       | Votants        | 46 400       | 72,74        | 44 254      | 64,34       |  |
| Blancs et nuls | Blancs et nuls                | Blancs et nuls | 3 021        | 6,51         | 8 570       | 19,37       |  |
| Exprimés       | Exprimés                      | Exprimés       | 43 379       | 93,49        | 35 684      | 80,63       |  |